# Canon EOS 300D
Canon EOS 300D (v ZDA kot Canon EOS Digital Rebel, na Japonskem kot Canon EOS Kiss Digital) je 6,3 megatočkovni digitalni zrcalnorefleksni fotoaparat. Na tržišče je prišel 20. avgusta 2003 z osnovno ceno 899 $, ter 999 $ z osnovnim objektivom. Uporablja pomnilniške kartice CF.
Je del Canonovega niza fotoaparatov EOS. Predstavljal je precejšen korak naprej v razvoju digitalnih fotoaparatov, saj je bil eden prvih digitalnih SLR s ceno pod 1000 $, oziroma, poleg manj zmogljivega fotoaparata Sigma SD9, eden prvih takšnih fotoaparatov pod 1000 €. V času najave prodaje fotoaparata je bilo 1000 € v grobem enako 1000 $, oziroma 700 £.
Polikarbonatno ohišje je bilo izvorno na voljo le v srebrni barvi, na Japonskem pa je bila na voljo tudi črna barva. Kasneje so črne različice prodajali tudi v ZDA in Evropi.